# Lamprohiza germari
Lamprohiza germari là một loài bọ cánh cứng trong họ Đom đóm (Lampyridae). Loài này được Küster miêu tả khoa học năm 1844.